# Røra
Røra is een plaats in de Noorse gemeente Inderøy, provincie Trøndelag. Tussen 1907 en 1962 was het een zelfstandige gemeente in de toenmalige provincie Nord-Trøndelag. Røra telt 488 inwoners (2007) en heeft een oppervlakte van 0,63 km². De parochiekerk van Røra dateert uit 1715. De kerk staat in Salberg, even ten zuiden van het dorp. Het dorp heeft een station aan Nordlandsbanen.